# Aipysurus
Aipysurus — рід отруйних змій родини аспідових (Elapidae). Має 7 видів. Інша назва «рифова морська змія».

## Етимологія
грец. αἰπύς — «високий», грец. ουρά — «хвіст».

## Опис
Загальна довжина представників цього роду коливається від 80 см до 1,5 м. Цих змій відносять до примітивних морських змій. Голова невелика, дещо витягнута. Тулуб щільний. Хвіст досить довгий та плаский. Мають на черевній стороні рядок поперечно розширених щитків. Отруйні ікли розташовано на передній частині верхньощелепної кістки. Позаду їх є до 10 простих зубів. Забарвлення коричневе, оливкове, жовтувате, кремове з різними відтінками.

## Спосіб життя
Усе життя проводять у морі, найбільш часто трапляються серед коралових рифів. Тут вони чатують на здобич й ховаються від ворогів. Харчуються дрібною рибою.
Отрута цих змій одна з небезпечніших серед морських змій.
Це живородні змії.

## Розповсюдження
Мешкають під західної частини Індійського океану до західних районів Тихого океану.

## Види
- Aipysurus apraefrontalis
- Aipysurus duboisii
- Aipysurus eydouxii
- Aipysurus foliosquama
- Aipysurus fuscus
- Aipysurus laevis
- Aipysurus tenuis